# Carolinas-Virginia Tube Reactor
Der Carolinas-Virginia Tube Reactor (CVTR) war ein Kernkraftwerk mit einem experimentellen Druckröhrenreaktor, der durch Schweres Wasser (D2O) moderiert wurde. Das Kernkraftwerk befand sich am Broad River in Fairfield County im US-Bundesstaat South Carolina.

## Geschichte
Der Reaktor wurde 1960 gebaut. Betrieben wurde das Kraftwerk von Carolinas Virginia Nuclear Power Associates. Der Block ging am 18. Dezember 1963 ans Netz.
Das Kraftwerk wurde gebaut, um einen zivilen schwerwassermoderierenden Reaktor zu entwickeln, auf den eine Baureihe folgen sollte, ähnlich dem CANDU-Reaktor. Die thermische Leistung lag bei 65 Megawatt, die elektrische Nutzleistung betrug rund 17 Megawatt. Der Brennstoff wurde nach der Abschaltung am 1. Januar 1967 vor Ort eingelagert und damit das Testprogramm endgültig eingestellt. Die Lizenz zum Betreiben der Anlage wurde entzogen. Das Kraftwerk wird seit 2007 abgerissen.

## Daten der Reaktorblöcke
Das Kernkraftwerk CVTR hatte einen Block:
| Reaktorblock | Reaktortyp         | Netto- leistung | Brutto- leistung | Baubeginn  | Netzsyn- chronisation | Abschal- tung |
| ------------ | ------------------ | --------------- | ---------------- | ---------- | --------------------- | ------------- |
| CVTR         | Druckröhrenreaktor | 17 MW           | 19 MW            | 01.01.1960 | 18.12.1963            | 01.01.1967    |